# Braedan Jason
Braedan Jason (nascido em 15 de maio de 1998) é um nadador paralímpico australiano. Competiu representando Austrália em quatro provas do atletismo nos Jogos Paralímpicos de Verão de 2016, realizados no Rio de Janeiro, Brasil. Ficou em sexto nos 50 metros livre S13, em sétimo nos 100 metros livre S14, em quinto nos 400 metros livre S13 e em sétimo nos 100 metros borboleta S13.